# Адміністративний устрій Балтського району
Адміністративний устрій Балтського району — адміністративно-територіальний поділ Балтського району Одеської області до початку адміністративної реформи 2015-2020 років на 1 міську та 24 сільські ради, які об'єднували 42 населені пункти та були підпорядковані Балтській районній раді. Адміністративний центр — місто Балта. 

## Список радБалтського району
| №  | Назва                        | Центр           | Населені пункти                                               | Площа км² | Місце за площею | Населення (2001), чол. | Місце за населенням | Розташування |
| -- | ---------------------------- | --------------- | ------------------------------------------------------------- | --------- | --------------- | ---------------------- | ------------------- | ------------ |
| 1  | Балтська міська рада         | м. Балта        | м. Балта                                                      | 22,97     | 25              | 19962                  | 1                   |              |
| 2  | Бендзарівська сільська рада  | с. Бендзари     | с. Бендзари с. Андріяшівка                                    | 53,7      | 11              | 1565                   | 7                   |              |
| 3  | Білинська сільська рада      | с. Білине       | с. Білине с. Акулинівка с. Відрада с. Петрівка с. Харитинівка | 46,55     | 14              | 2296                   | 4                   |              |
| 4  | Борсуківська сільська рада   | c. Борсуки      | c. Борсуки                                                    | 26,1      | 23              | 581                    | 24                  |              |
| 5  | Гербинська сільська рада     | c. Гербине      | c. Гербине                                                    | 46,57     | 13              | 540                    | 25                  |              |
| 6  | Гольм'янська сільська рада   | c. Гольма       | c. Гольма                                                     | 77,41     | 3               | 1635                   | 5                   |              |
| 7  | Кармалюківська сільська рада | c. Кармалюківка | c. Кармалюківка с. Євтодія с. Зелений Гай                     | 70,04     | 7               | 1026                   | 13                  |              |
| 8  | Козацька сільська рада       | c. Козацьке     | c. Козацьке                                                   | 30,87     | 22              | 635                    | 23                  |              |
| 9  | Коритненська сільська рада   | c. Коритне      | c. Коритне                                                    | 37,89     | 20              | 760                    | 18                  |              |
| 10 | Лісничівська сільська рада   | c. Лісничівка   | c. Лісничівка                                                 | 39,57     | 18              | 652                    | 22                  |              |
| 11 | Миронівська сільська рада    | c. Мирони       | c. Мирони                                                     | 25,74     | 24              | 704                    | 20                  |              |
| 12 | Обжильська сільська рада     | c. Обжиле       | c. Обжиле с. Березівка                                        | 67,37     | 8               | 1130                   | 10                  |              |
| 13 | Оленівська сільська рада     | c. Оленівка     | c. Оленівка с. Мошняги с. Семено-Карпівка                     | 58,53     | 9               | 971                    | 16                  |              |
| 14 | Пасатська сільська рада      | c. Пасат        | c. Пасат                                                      | 39,17     | 19              | 703                    | 21                  |              |
| 15 | Пасицелівська сільська рада  | c. Пасицели     | c. Пасицели                                                   | 77,6      | 2               | 1369                   | 8                   |              |
| 16 | Переймівська сільська рада   | c. Перейма      | c. Перейма                                                    | 42,56     | 17              | 784                    | 17                  |              |
| 17 | Перелітська сільська рада    | c. Перельоти    | c. Перельоти с. Немирівське                                   | 73,27     | 5               | 1566                   | 6                   |              |
| 18 | Піщанська сільська рада      | c. Піщана       | c. Піщана                                                     | 72,24     | 6               | 3234                   | 2                   |              |
| 19 | Плосківська сільська рада    | c. Плоске       | с. Плоске                                                     | 58,53     | 10              | 999                    | 15                  |              |
| 20 | Пужайківська сільська рада   | c. Пужайкове    | с. Пужайкове с. Савранське                                    | 75,42     | 4               | 2479                   | 3                   |              |
| 21 | Саражинська сільська рада    | c. Саражинка    | с. Саражинка                                                  | 44,77     | 16              | 1119                   | 11                  |              |
| 22 | Сінненська сільська рада     | c. Сінне        | с. Сінне                                                      | 33,39     | 21              | 721                    | 19                  |              |
| 23 | Ухожанська сільська рада     | c. Ухожани      | с. Ухожани с. Волова с. Крижовлин                             | 49,45     | 12              | 1055                   | 12                  |              |
| 24 | Чернеченська сільська рада   | c. Чернече      | с. Чернече                                                    | 45,26     | 15              | 1002                   | 14                  |              |
| 25 | Шляхівська сільська рада     | c. Шляхове      | с. Шляхове с. Кринички с. Ракулове с. Червона Зірка           | 80,72     | 1               | 1306                   | 9                   |              |

* Примітки: м. — місто, с-ще — селище, смт — селище міського типу, с. — село

## Перейменування назв населених пунктів та рад
12 травня 2016 року Верховна Рада перейменувала село Ухожани на село Новополь. До кінця року було змінену також назву відповідної сільради.
19 травня було перейменоване село Червона Зірка на село Шумилове

## Зміни в ході адміністративної реформи
12 серпня 2015 року Балтська міська, Бендзарівська, Білинська, Борсуківська, Гольм'янська, Кармалюківська, Козацька, Коритненська, Лісничівська, Миронівська, Обжильська, Оленівська, Пасатська, Пасицелівська, Переймівська, Перелітська та Саражинська сільські ради об'єдналися у Балтську міську територіальну громаду з центром у місті Балта. Перші вибори пройшли 25 жовтня 2015 року.
4 лютого 2016 року Верховна Рада України постановила віднести місто Балта до категорії міст обласного подпорядкування. Відтак міста Балта і вся Балтська міська територіальна громада були виведені зі складу Балтського району, у якому тепер залишалося 8 сільських рад, які об'єднували 14 населених пунктів. Місто Балта залишалося його адмінцентром, не входячи при цьому до його складу.
У березні 2019 року Новопільська сільська рада приєдналася до Балтської міської громади.

### Адміністративний устрій району напередодні ліквідації
| № | Назва                      | Центр        | Населені пункти                                | Площа км² | Місце за площею | Населення (2001), чол. | Місце за населенням | Розташування |
| - | -------------------------- | ------------ | ---------------------------------------------- | --------- | --------------- | ---------------------- | ------------------- | ------------ |
| 1 | Гербинська сільська рада   | c. Гербине   | c. Гербине                                     | 46,57     | 5               | 540                    | 7                   |              |
| 2 | Піщанська сільська рада    | c. Піщана    | c. Піщана                                      | 72,24     | 3               | 3234                   | 1                   |              |
| 3 | Плосківська сільська рада  | c. Плоске    | с. Плоске                                      | 58,53     | 4               | 999                    | 5                   |              |
| 4 | Пужайківська сільська рада | c. Пужайкове | с. Пужайкове с. Савранське                     | 75,42     | 2               | 2479                   | 2                   |              |
| 5 | Сінненська сільська рада   | c. Сінне     | с. Сінне                                       | 33,39     | 7               | 721                    | 6                   |              |
| 6 | Чернеченська сільська рада | c. Чернече   | с. Чернече                                     | 45,26     | 6               | 1002                   | 4                   |              |
| 7 | Шляхівська сільська рада   | c. Шляхове   | с. Шляхове с. Кринички с. Ракулове с. Шумилове | 80,72     | 1               | 1306                   | 3                   |              |

* Примітки: м. — місто, с-ще — селище, смт — селище міського типу, с. — село
Балтський район був ліквідований 17 липня 2020 року. При цьому Плосківська, Сінненська, Чернечинська сільська ради відішйли до складу Балтської громади, а Гербинська, Піщанська, Пужайківська та Шляхівська сільські ради - до складу новостворюваної Піщанської сільської територіальної громади з центром у селі Піщана. Обидві громади увійшли до складу Подільського району.